# Free Your Mind... And Your Ass Will Follow
Albums de Funkadelic
Funkadelic
(1970) Maggot Brain
(1971)
Free Your Mind... And Your Ass Will Follow est le deuxième album de Funkadelic sorti chez Westbound Records en 1970.
Après un premier album sorti quelques mois auparavant où régnait une ambiance psychédélique et planante, le groupe décide de durcir le ton. Dès le 1er titre, le heavy metal fait son entrée. Le guitariste Eddie Hazel rend hommage à Jimi Hendrix sur Friday Night, August 14th, avec un riff très inspiré de Foxy Lady.

## Liste des morceaux
Face A
1. Free Your Mind and Your Ass Will Follow (George Clinton, Ray Davis, Eddie Hazel) - 10:04
2. Friday Night, August 14th (Clinton, Hazel, Billy Bass Nelson) - 5:21
3. Funky Dollar Bill (Clinton, Davis, Hazel) - 3:15

Face B
1. I Wanna Know If It's Good to You? (Clinton, Clarence Haskins, Hazel, Nelson) - 5:59
2. Some More (Clinton, Ernie Harris) - 2:56
3. Eulogy and Light (Harris) - 3:31

Titres bonus de la réédition CD de 2005
1. Fish, Chips and Sweat - 3:22
2. Free Your Mind Radio Advert - 0:55
3. I Wanna Know If It's Good to You - 2:50
4. I Wanna Know If It's Good to You (instrumental) - 3:12